# Scopula domialla
Scopula domialla là một loài bướm đêm trong họ Geometridae.